# Hypselophrum cyphomyioides
Hypselophrum cyphomyioides är en tvåvingeart som beskrevs av Kertesz 1909. Hypselophrum cyphomyioides ingår i släktet Hypselophrum och familjen vapenflugor.
Artens utbredningsområde är Peru. Inga underarter finns listade i Catalogue of Life.